# True Crime: Streets of LA
True Crime: Streets of LA es un videojuego desarrollado por Luxoflux y publicado por Activision para la Xbox, PlayStation 2 y GameCube en 2003 y posteriormente para Windows y Mac en el 2004.
El juego llegó a ser "Greatest Hits" para la PlayStation 2 en 2004, "Xbox Classics" para Xbox y "Player's Choice" para GameCube. Su secuela, True Crime: New York City, fue lanzada en el otoño del 2005.

## Jugabilidad
True Crime es un juego de acción-aventura de mundo abierto que se juega desde un perspectiva en tercera persona, en el que el jugador controla al detective Nicholas Kang de la "División de Operaciones de Élite" (EOD), una unidad autónoma cuidadosamente seleccionada del LAPD regular.
El juego fue uno de los primeros juegos de acción y aventuras de mundo abierto que no son Grand Theft Auto lanzados después de Grand Theft Auto III en 2001 y, como tal, fue etiquetado por muchos como un clon de Grand Theft Auto, ya que las mecánicas del juego principales son idénticas a Grand Theft Auto III, y su sucesor de 2002,  Grand Theft Auto: Vice City: el jugador puede viajar libremente por la ciudad, comandar vehículos, hacer lo que quiera en términos de atacar y/o matar a civiles inocentes, y progresar a través de la historia a su propio ritmo. pasar tanto tiempo recorriendo la ciudad como deseen. Sin embargo, la principal diferencia con los juegos de Grand Theft Auto es que en True Crime, el jugador controla a un oficial de la ley. Como tal, True Crime ha sido llamado "el clon de GTA III en el que se interpreta a un policía".
El juego incluye cuatro tipos principales de misiones, cada una con su propia jugabilidad única; disparos, lucha, sigilo y conducción. En muchos niveles del juego, incluso si fallan las misiones, la historia continuará, a veces con una escena de apertura diferente para el siguiente nivel, a veces con una versión alternativa del nivel, ocasionalmente con una ramificación en una historia completamente diferente.
Durante las misiones de tiro, el juego apunta automáticamente al oponente más cercano. Si el jugador desea cambiar el objetivo a otro oponente, debe hacerlo manualmente. Cuando el jugador está en modo de disparo, puede ingresar a "Objetivo de precisión" en cualquier momento. En este punto, el juego cambia a primera persona, se acerca al objetivo y entra en cámara lenta momentáneamente. Mientras está en Apuntado de precisión, si la retícula de apuntado se vuelve verde, el jugador puede golpear al enemigo con un disparo no letal neutralizador. Si el jugador dispara cuando la retícula está roja, el enemigo morirá instantáneamente. Los jugadores también pueden ponerse a cubierto durante los tiroteos, disparando desde atrás cuando se presenta la oportunidad. Los jugadores también son libres de recoger cualquier arma que dejen caer los enemigos. Sin embargo, una vez que se agota la munición de estas armas, Kang dejará caer el arma y volverá a su revólver estándar, que, aunque necesita recargarse, nunca se queda sin munición.
En el combate cuerpo a cuerpo, el jugador tiene cuatro ataques principales; patada alta, patada baja, puñetazo y agarre. Después de golpear a un enemigo una cierta cantidad de veces, el enemigo quedará aturdido, momento en el que el jugador puede realizar un combo presionando una serie de botones. Durante las misiones sigilosas, el jugador se coloca automáticamente en modo sigiloso. El jugador puede acercarse a los enemigos por detrás y noquearlos o matarlos. Chocar con objetos o caminar sobre vidrios rotos o bolsas de plástico hará que los enemigos cercanos se den cuenta de la presencia del jugador.
Las misiones de conducción pueden implicar tratar de atrapar otro automóvil, escapar de otro automóvil o seguir a otro automóvil. En todo momento, cuando el jugador está en un automóvil, la condición de su automóvil se muestra en la pantalla. Si el medidor de salud del coche se vacía, el coche está a punto de destruirse. Cuando otro automóvil esté involucrado, el medidor de salud de ese automóvil también se mostrará en la pantalla. Cuando el jugador está siguiendo a otro automóvil, aparecerá un "medidor de cola" en la pantalla, con tres secciones y una flecha en movimiento. Si la flecha está en la sección superior, significa que el jugador está demasiado cerca y debe retroceder. Si la flecha está en la sección inferior, significa que el jugador está perdiendo el objetivo y debe acelerar. Como tal, el jugador debe tratar de mantener la flecha en la sección central tanto como sea posible. Durante las misiones de conducción normales, el jugador puede resolver crímenes aleatorios dados por el despachador de radio.
El jugador puede acceder a las instalaciones las 24 horas del día, los 7 días de la semana durante todo el juego para mejorar sus habilidades de conducción, lucha o tiro. Las instalaciones 24/7 solo son accesibles si el jugador tiene una "insignia" disponible. Las insignias se obtienen adquiriendo "puntos de recompensa"; cada cien puntos de recompensa se convierte en una insignia. La entrada a una instalación abierta las 24 horas, los 7 días de la semana, cuesta una insignia y el jugador debe completar un desafío para obtener la mejora. Si fallan, deben gastar otra insignia para volver a intentarlo. Los puntos de recompensa también son necesarios para que el jugador se cure en una farmacia o repare su automóvil en un garaje; el número de puntos deducidos depende del nivel de daño en cada caso. El jugador gana puntos de recompensa por arrestar o matar criminales, resolver crímenes y completar misiones. Se deducen puntos por matar civiles y fallar misiones.
El jugador también tiene un medidor de "policía bueno/policía malo". Si el jugador arresta criminales, resuelve crímenes, dispara a los oponentes con disparos neutralizadores y noquea a los oponentes en lugar de matarlos en misiones sigilosas, obtendrá puntos de policía bueno. Sin embargo, si matan a civiles, disparan a criminales en la cabeza, usan armas en combate cuerpo a cuerpo o matan enemigos en misiones de sigilo, obtendrán puntos de policía malo. En ciertos puntos del juego, la historia se ramificará de manera diferente dependiendo de si el jugador tiene una puntuación de policía bueno o policía malo. Si la puntuación de policía malo del jugador es demasiado alta, los civiles comenzarán a atacar a Kang. Si el puntaje de policía malo llega a 99, otros policías y eventualmente SWAT intentarán matarlo. El número de puntos de policía bueno o malo también influye en la determinación del final del juego.

## Trama
Nota: Esta sinopsis de la trama detalla el "final bueno"
El juego comienza con el detective Nick Kang (con la voz de Russell Wong) siendo reclutado en la División de Operaciones de Élite Autónoma del LAPD a instancias de la Jefa Wanda Parks (CCH Pounder). Kang es el hijo de Henry Wilson, un detective cuya desaparición veinte años antes sigue sin resolverse. Recientemente fue suspendido del departamento de policía por incidentes repetidos de fuerza excesiva, pero Parks cree que tiene lo que se necesita para ayudar al E.O.D. resolver un caso relacionado con una serie de atentados con bomba en Chinatown. El instinto de Kang le dice que la Tríada está detrás de esto. Parks lo asocia con la detective Rosie Velasco (Michelle Rodriguez), una ex-pandillera convertida en policía.
Kang y Velasco se dirigen a un restaurante en Chinatown donde ven a un miembro de Triad acosando al dueño. Durante el enfrentamiento que siguió, Velasco recibe un disparo y resulta herido. Parks publica un APB sobre el auto de escape de Triad, que pronto se ve en un bar chino. Kang se dirige allí y se entera de que el conductor trabaja para Jimmy Fu (Keone Young), un delincuente de poca monta. Kang visita a Fu, quien le dice que "algo grande está a punto de suceder" y revela que está trabajando para "Big" Chong (Keone Young), un ejecutor de la Tríada del Antiguo Wu, que muchos piensan que es un mito.
En la comisaría, el sargento George (Christopher Walken), un anciano sargento de guardia le cuenta a Velasco sobre los antecedentes de Kang; su padre, Henry Wilson, estuvo involucrado en un tráfico de drogas escándalo en la década de 1970, durante el cual desapareció. Asuntos internos creía que Wilson se había ido de la ciudad, pero George nunca lo creyó. Mientras tanto, Kang sigue a Chong y lo ve trayendo grandes cantidades de dinero a un edificio propiedad de Cyprus Holdings, una empresa vinculada a la mafia rusa. Kang sigue a Chong a un spa, donde observa que se encuentra con un ruso llamado "Rocky" (Gary Oldman). Rocky se queja de que Chong no lavado el dinero de Chinatown lo suficientemente rápido. Chong le dice a Rocky que el antiguo Wu no está contento, pero Rocky no se preocupa y le dice a Chong que "el general está en la ciudad buscando su dinero. Esas son malas noticias para todos nosotros". Kang se enfrenta a ellos y mata a Chong, pero Rocky escapa.
Mientras tanto, Parks le presenta a Kang al FBI agente Paul Masterson (Gary Oldman). El FBI tenía el spa bajo vigilancia en un esfuerzo por construir un caso contra Rocky, pero desde la redada de Kang, Rocky ha desaparecido. Kang se propone encontrar a Rocky, y Parks le cuenta a Velasco más sobre su historia de fondo. Después de la desaparición de Henry, Kang y su hermano Cary Kang (Ryun Yu) se mudó a Hong Kong para vivir con los parientes de su madre fallecida. Cambiaron su nombre a Kang, pero eventualmente ambos regresaron a Los Ángeles; Kang para convertirse en policía, Cary para abrir una franquicia de artes marciales dojo. Mientras tanto, Kang rastrea a Rocky hasta un club, donde observa a un detective de Hollywood entrar al edificio. Kang conoce a Rocky, quien le dice que el dinero que Triad está lavando es falso. Rocky le advierte a Kang que si no retrocede, matarán a Cary. Kang corre hacia el dojo de Cary, pero Cary no se encuentra por ningún lado.
Kang se enfrenta al policía de Hollywood del club. Su nombre es Don Rafferty (Michael Madsen), y es un viejo amigo de Henry. Le advierte a Kang que el caso en el que está trabajando está fuera de su alcance, pero le dice dónde tiene Rocky a Cary. Kang rescata a Cary y decide hablar con Ancient Wu. En lo que puede ser un sueño, Kang se dirige a un restaurante en Chinatown, donde descubre una red de túneles secretos bajo las calles. Abriéndose camino a través de una horda de zombis, encuentra a "Ancient" Wu (James Hong), quien lo hace someterse a una serie de pruebas, incluida la lucha contra el fuego-demonio y un dragón, antes de decirle que veinte años antes, la KGB envió a uno de sus principales agentes a Los Ángeles. Sin embargo , pronto perdió la lealtad a Rusia y se dedicó a una vida delictiva en los Estados Unidos. El agente era Rasputin "Rocky" Kuznetsov.
Creyendo que Kang ha perdido la cabeza, Masterson lo despide y emite una orden de arresto. Sin embargo, con la ayuda de Velasco, Kang sigue a Rafferty hasta un almacén donde escucha a Rocky decirle a Rafferty que Kang debe ser asesinado. Rafferty protesta diciendo que nunca quiso que mataran a Henry y que no quiere que su hijo muera también. Kang los ataca, pero tanto Rocky como Rafferty escapan. Luego, Kang es llevado a una trampa en el Aeropuerto de Santa Mónica por la novia de Rocky, Jill (Grey Griffin). Rocky explica que en la década de 1970, él y Rafferty estaban contrabandeando cocaína a Los Ángeles, pero Henry se enteró. Rocky trató de pagarle, pero él se negó, por lo que le disparó y arrojó su cuerpo al océano. Rafferty luego plantó evidencia para hacer que Henry se vea sucio. Rocky intenta matar a Kang, pero Rafferty interviene y salva la vida de Kang a costa de la suya.
Rocky intenta escapar, pero Kang se detiene y lo mata. Luego, Kang se enfrenta al general Han Yu Kim (Mako) del Ejército de Corea del Norte, el cerebro detrás de la estafa de falsificación/lavado. Rocky había traicionado a Kim, eligiendo quedarse con el dinero para sí mismo en lugar de enviarlo de regreso a Corea del Norte. Con Rocky ahora muerto, la única persona que bloquea los planes de Kim de usar el dinero para su ejército es Kang. Luchan y, si Kim gana, escapa antes de que llegue la policía. Si Kang gana, Kim es derrotado y Kang finalmente puede dejar atrás la desaparición de su padre.

## Desarrollo
El juego se anunció por primera vez el 15 de mayo de 2002, cuando Activision reveló que Luxoflux estaba desarrollando un "juego de carreras de acción original inspirado en el cine de acción de Hong Kong" para PlayStation 2, Xbox y GameCube. Según Larry Goldberg, vicepresidente ejecutivo de Activision Worldwide Studios,

La conducción basada en misiones y el acción y aventura chocan en esta nueva y audaz dirección para el entretenimiento interactivo. Infundido con el estilo único de las películas de acción de Hong Kong, True Crime: Streets of LA permite a los jugadores experimentar de primera mano las acrobacias automovilísticas, las decisiones cercanas, el ingenio rápido y la acción intensa que son sinónimos de este estilo distintivo de cine.

Activision declaró que el juego combinaba la jugabilidad de beat 'em up, shooter en tercera persona y juegos de combate vehicular, e incluiría más de veinte misiones ramificadas y múltiples finales. También revelaron que el juego recrearía 400 millas cuadradas (1036,0 km²) de Los Ángeles, y el jugador podría visitar varios puntos de referencia de Los Ángeles. Aunque solo se completó en un 40%, "True Crime" se mostró por primera vez en el evento E3 de 2002 en mayo, donde se programó su estreno en abril de 2003. Activision enfatizó la precisión geográfica de Los Ángeles del juego, así como los diferentes estilos de juego.
En diciembre, Activision mostró una versión completa del juego al 60%. Revelaron que el tamaño de Los Ángeles del juego se había reducido a aproximadamente 300 millas cuadradas (777 km²). Para recrear la ciudad, los desarrolladores utilizaron imágenes satelitales comerciales, tecnología GPS y fotografías tradicionales, con la ciudad del juego extendiéndose desde Hollywood Hills hasta Centro a Santa Mónica a Marina Del Rey. También revelaron detalles de la trama ramificada, con muchos niveles que tienen dos o tres escenas de apertura, dependiendo de lo que el jugador haya hecho en los niveles anteriores. Hicieron hincapié en que sería raro que el jugador encontrara una pantalla de "Game Over"; por lo general, una misión fallida simplemente conducirá a un nivel posterior a través de un camino diferente al que hubiera tenido el jugador completando la misión con éxito. También revelaron que el juego tendría tres finales completamente diferentes y que el jugador podría jugar el juego varias veces, experimentando una narrativa diferente y niveles diferentes cada vez. También anunciaron que el juego presentaría aproximadamente cien crímenes aleatorios que el jugador tiene la opción de resolver mientras conduce por la ciudad. También se mostró por primera vez el sistema "policía bueno/policía malo", aunque todavía se encontraba en un estado rudimentario de desarrollo. También se anunció el casting de Russell Wong como el protagonista Nick Kang y Gary Oldman como el villano principal del juego.
En abril de 2003, Activision anunció el elenco principal de actores de voz; además de Russell Wong y Gary Oldman, el juego también contaría con Christopher Walken, C. C. H. Pounder, James Hong, Mako, Ron Perlman y Keone Young. Varios días después, Michelle Rodriguez y Michael Madsen también se sumaron al elenco.

El juego recrea 240 sqmi de Los Ángeles.

El juego se mostró a continuación en el evento E3 de 2003 en mayo. Aunque no es una compilación final, tanto IGN como GameSpot quedaron impresionados. Sam Bishop de IGN escribió "está claro que Luxoflux no está tratando de sacar un Clon de Grand Theft Auto rápido y sucio". GameSpot Jeff Gerstmann elogió la integración de los tipos de juego y escribió: "La parte interesante es lo bien que se combinan todas estas mecánicas de juego para formar un juego abierto pero basado en misiones". Durante el programa, Activision anunció nuevamente que el tamaño de la ciudad del juego se había reducido, esta vez a 240 millas cuadradas (621,6 km²). Sin embargo, también anunciaron que más de cien puntos de referencia en Los Ángeles se incluyeron en el juego, en sus ubicaciones geográficas exactas, como el Centro de Convenciones de Los Ángeles y el Staples Center.
En la preparación para el lanzamiento del juego, Activision anunció que True Crime sería portado a móvil por MFORMA. El 22 de octubre, enviaron la versión final del juego a los sitios web de juegos. Varios días después confirmaron los rumores de que Snoop Dogg era un personaje desbloqueable, con su propia misión y auto. También anunciaron que habían firmado un acuerdo de licencia exclusivo con PUMA; Kang usaría varias piezas del catálogo Otoño 2003 de PUMA. Barney Waters, director de marketing de PUMA North America, afirmó: "Los videojuegos son un fenómeno con un atractivo diverso. Desde los skate kids hasta los hipsters y amantes de la moda, los juegos es el denominador común para una audiencia amplia y un medio distintivo que PUMA utiliza para interactuar con los consumidores".

### Demanda
A fines de octubre de 2003, dos semanas antes del lanzamiento programado del juego para el 4 de noviembre, el novelista Robert Crais afirmó que el protagonista del juego, Nicholas Kang, era una copia directa del protagonista de muchas de las novelas de Crais, Elvis Cole. Crais presentó una demanda que afirmaba que "'True Crime' es sustancialmente similar a las novelas de Elvis Cole" y acusó a Activision de copiar "expresiones protegidas". La demanda buscaba un mandato judicial para evitar que Activision enviara el juego, por daños monetarios no revelados y por la "destrucción de todas las obras infractoras".
La demanda no logró evitar el lanzamiento programado del juego y, el 6 de noviembre, Crais retiró la denuncia por completo. Después de revisar los materiales de desarrollo de Luxoflux para el juego, Crais se mostró satisfecho de que diseñador principal Peter Morawiec no había copiado el personaje de Kang del de Cole, sino que de hecho era fanático de Crais y estaba rindiendo homenaje a su obra. Poco después, Crais emitió un comunicado en su sitio web oficial en el que escribió:

La respuesta abierta y honorable de Activision y Luxoflux me sorprendió e impresionó. Me permitieron a mí y a mis abogados acceso completo a una versión especial desbloqueada previa al lanzamiento del juego, proporcionaron un guión completo del juego, diagrama de flujos de la acción del juego y proporcionaron aclaraciones de suma importancia a las declaraciones que se habían atribuido al Sr. Morawiec (resulta que el tipo era fanático de mi trabajo y simplemente estaba expresando su admiración). En resumen, hicieron un excelente trabajo al calmar lo que podría haber sido una situación desagradable. Basándonos en nuestra revisión de esos materiales, hemos llegado a la conclusión de que Activision no ha infringido mis derechos de autor. En consecuencia, he desestimado la demanda contra todas las partes. Quiero agradecer a Activision, Luxoflux y al Sr. Morawiec por la naturaleza cooperativa con la que llevaron el caso a una conclusión rápida. Los cínicos deben tener en cuenta: No se intercambia dinero. Y, por último, tenga en cuenta que pasé varias horas revisando este increíble juego. Se mece.

### Port de PC
El port para PC del juego fue anunciado por primera vez por Activision el 29 de enero de 2004, aunque no se dieron detalles sobre quién lo portaría o cuándo estaba programado su lanzamiento. La única información sólida era que contaría con un componente multijugador en línea. Se revelaron más detalles el 18 de febrero. El juego estaba siendo portado por LTI Gray Matter y presentaría cinco modos de juego en línea diferentes; "Street Racing" (carreras de autos personalizables), "Dojo Master" (combate en equipos o individualmente), "Battle Master" (igual que Dojo Master pero con armamento), "The Beat" (cuatro jugadores compiten para hacer la mayor cantidad de arrestos en un tiempo establecido) y "Modo Persecución" (un jugador juega como un criminal y trata de evitar ser atrapado por los otros jugadores, que juegan como policías). El port también presentaría varias armas nuevas, gráficos mejorados, treinta canciones adicionales que no están en las versiones de consola y controles optimizados para PC.
En marzo, Activision anunció que la versión para PC también incluiría máscaras de personajes que no se encuentran en las versiones de consola, principalmente personajes de otros juegos de Activision; Pitfall: The Lost Expedition, Vampire: The Masquerade – Bloodlines, Call of Duty, y las franquicias Tony Hawk's y Tenchu. Más tarde, en marzo, se anunciaron más detalles sobre la nueva banda sonora del juego. Se agregaron treinta y dos pistas con licencia adicionales, principalmente pistas de rock de artistas como Alice in Chains, Queensrÿche, Spineshank y Stone Sour. El 14 de abril, Activision mostró una versión casi finalizada del juego en un evento de juegos en San Francisco. Dan Adams de IGN elogió los gráficos superiores y los controles específicos para PC. El port se convirtió en oro el 3 de mayo.